# Orphnus herero
Orphnus herero är en skalbaggsart som beskrevs av Rudolph Petrovitz 1963. Orphnus herero ingår i släktet Orphnus och familjen Orphnidae. Inga underarter finns listade i Catalogue of Life.